# 中国共産党河南省委員会
中国共産党河南省委員会（ちゅうごくきょうさんとうかなんしょういいんかい）は中国共産党に所在する河南省を運営する組織である。
中国共産党河南省委員は中国共産党河南省大会という選挙によって選出される。大会が開催されていない期間は、中国共産党中央委員会の指示を河南省で実行し、河南省の行動を指導し、中国共産党中央委員会に定期的に報告する。

## 沿革
1949年10月、中国共産党河南省委員に建立。

## 職責
『中国共産党地方委員会工作条例』によると、中国共産党地方委員会は主に政治、思想と組織指導を実行し、以下の職能を担う：
1. 地域の主要な問題についての意思決定を行う。
2. 法的手続きを通じて、党組織の主張を地方の規制、地方政府の規則又はその他の政令にする。
3. 地域の思想文化宣伝工作に対する指導を強化し、イデオロギー工作の指導権、発言権をしっかりと掌握する。
4. 幹部管理権限に従い幹部を任免し、管理し、地方国家機関、政協組織、人民団体、国有企業事業単位等に重要幹部を推薦する。
5. 人民代表大会、政府、政治協商会議、裁判所、検察院、人民団体などが法により規約に基づき独立して責任を負い、協調一致して業務を展開することを支持・保証し、これらの組織における党グループの指導の核心的役割を発揮する。
6. 地域の群団活動と統一戦線活動に対する指導を強化する。
7. 所属する党組織と広範な党員を動員、組織し、大衆を団結させて党の目標任務を実現する。

## 構成機関
『河南省機構改革方案』によると、中国共産党河南省委員会には15の工作機関が設置され、工作機関が管理する機関（副庁級）が1つある。中国共産党河南省委員会は以下の機構を設置している：
- 中国共産党河南省委員会弁公庁

### スキル部門
- 中国共産党河南省委員会組織部
- 中国共産党河南省委員会宣伝部
- 中国共産党河南省委員会統一戦線工作部
- 中国共産党河南省委員会政法委員会

### 仕事部門
- 中国共産党河南省委員会組織部政策研究室
- 中国共産党河南省委員会組織部国家安全委員会弁公室
- 中国共産党河南省委員会網絡安全・情報化委員会弁公室
- 中国共産党河南省委員会財経委員会弁公室
- 中国共産党河南省委員会機構編成委員会弁公室
- 中国共産党河南省委員会軍民融合発展委員会弁公室
- 中国共産党河南省委員会台港澳工作弁公室
- 中国共産党河南省委員会巡回指導者小組弁公室
- 中国共産党河南省委員会老幹部局

### 派遣機関
- 中国共産党河南省委員会直属機関工作委員会

### 直属事業単位
- 中国共産党河南省委員会党校
- 河南社会主義学院
- 『河南日報（中国語版）』社
- 中国共産党河南省委員会党史研究院
- 河南省公文書館

……

### 作業組織が管理する機関
- 中国共産党河南省委員会機密局（省委員会弁公庁が管理する）

## 歴代の書記
| 肖像 | 氏名   | 就任           | 退任           | 注     |
| ---- | ------ | -------------- | -------------- | ------ |
|      | 張璽   | 1949年10月     | 1952年11月     | [ 1 ]  |
|      | 潘復生 | 1952年11月     | 1958年8月      | [ 1 ]  |
|      | 呉芝圃 | 1958年8月      | 1961年7月      | [ 1 ]  |
|      | 劉建勛 | 1961年7月      | 1978年10月     | [ 1 ]  |
|      | 段君毅 | 1978年10月     | 1981年1月      | [ 1 ]  |
|      | 劉杰   | 1981年1月      | 1985年5月      | [ 2 ]  |
|      | 楊析綜 | 1985年5月      | 1990年3月      | [ 3 ]  |
|      | 侯宗賓 | 1990年3月      | 1992年12月     | [ 4 ]  |
|      | 李長春 | 1992年12月     | 1998年2月      | [ 5 ]  |
|      | 馬忠臣 | 1998年2月      | 2000年10月     | [ 5 ]  |
|      | 陳奎元 | 2000年10月     | 2002年12月     | [ 6 ]  |
|      | 李克強 | 2002年12月29日 | 2004年12月14日 | [ 7 ]  |
|      | 徐光春 | 2004年12月14日 | 2009年11月30日 | [ 8 ]  |
|      | 盧展工 | 2009年11月30日 | 2013年3月      | [ 9 ]  |
|      | 郭庚茂 | 2013年3月      | 2016年3月26日  | [ 10 ] |
|      | 謝伏瞻 | 2016年3月26日  | 2018年3月21日  | [ 11 ] |
|      | 王国生 | 2018年3月21日  | 2021年6月1日   | [ 12 ] |
|      | 楼陽生 | 2021年6月1日   | 2024年12月31日 | [ 13 ] |
|      | 劉寧   | 2024年12月31日 | 現在           | [ 14 ] |

## 歴代の構成員
第九期省委（2011年10月-2016年11月）
- 書記：盧展工（-2013年3月）、郭庚茂（2013年3月-2016年3月）、謝伏瞻（2016年3月-）
- 副書記：郭庚茂（-2016年3月）、鄧凱、謝伏瞻（2013年3月-2016年3月）、陳潤児（2016年3月-）
- 常務委員：盧展工（-2013年3月）、郭庚茂（-2016年3月）、鄧凱（-2017年2月）、李克（-2016年4月）、劉春良（-2015年1月）、連維良（-2012年2月）、尹晋華（-2016年10月）、毛万春（-2013年5月）、周和平（-2015年5月）、史済春（-2015年4月）、呉天君、毛超峰（-2013年1月）、趙素萍（女）、夏傑（女）（2012年8月-）、劉満倉（2013年1月-2016年5月）、謝伏瞻（2013年3月-）、陳雪楓（2013年7月-2016年1月）、李文慧（2015年1月-）、陶明倫（2015年4月-）、王偉力（2015年5月-）、陳潤児（2016年3月-）、馬懿（2016年4月-）、翁傑明（2016年9月-）、任正暁（2016年10月-）

第十期省委（2016年11月至2021年10月）
- 書記：謝伏瞻（-2018年3月）、王国生（2018年3月-2021年5月）、楼陽生（2021年5月-）
- 副書記：陳潤児（-2019年10月）、鄧凱（-2017年2月）、王炯（2017年5月-2018年1月）、喩紅秋（2018年7月-2019年11月）、尹弘（2019年11月-2021年3月）、王凱（2021年4月-）、孔昌生（2021年7月-）
- 常務委員：謝伏瞻（-2018年3月）、陳潤児（-2019年10月）、鄧凱（-2017年2月）、翁傑明（-2018年3月）、趙素萍（女）（-2019年2月）、任正暁（-2020年12月）、夏傑（女）（-2017年2月）、李亜、陶明倫（-2017年11月）、許甘露（-2018年3月）、馬懿（-2019年6月）、穆為民、孔昌生（2017年2月-）、王炯（2017年5月-2018年1月）、孫守剛（2017年11月-）、胡永生（2018年1月-2020年5月）、王国生（2018年3月-2021年5月）、黄強（2018年6月-2020年12月）、喩紅秋（2018年7月-2019年11月）、江淩（2018年7月-）、徐立毅（2019年6月-）、甘栄坤（2019年9月-2021年6月）、尹弘（2019年11月-2021年3月）、陳兆明（2020年5月-）、周霽（2020年12月-）、曲孝麗（2021年1月-）、王凱（2021年3月-）、楼陽生（2021年5月-）、陳舜（2021年9月-）

第十一期省委（2021年10月至今）
- 書記：楼陽生（—2024年12月）、劉寧（2024年12月—）
- 副書記：王凱、周霽（－2023年7月）、孫梅君（2023年11月-）
- 常務委員：楼陽生（—2024年12月）、王凱、周霽（－2023年7月）、孫守剛、陳舜（－2023年4月）、江淩、曲孝麗（女）（-2023年9月）、王戦営、費東斌（－2022年9月）、陳星、王東偉（－2022年7月）、安偉、徐元鴻（-2024年5月）、張雷明（2022年12月－）、王剛（2023年5月－）、孫梅君（2023年11月-）、張巍（2023年12月-）、趙鈞（2024年5月-）、張敏、劉寧（2024年12月—）[15]